# Baćinska jezera
Baćinska jezera su skup krških kriptodepresijskih jezera u mjestu Baćina pored Ploča.
Sastoje se od šest spojenih jezera (Oćuša, Crniševo, Podgora, Sladinac, Šipak i Plitko jezero) te jednog odvojenog jezera (Vrbnik). Površinom najveće jezero je Oćuša, a najmanje Vrbnik. Najdublje jezero je Crniševo s dubinom od 31 metra.
Voda je u njima slatka, a ima i izvora koji su povezani direktno s morem. Na području Klokun kod Plitkog jezera nalazi se izvor koji osigurava pitku vodu za grad Ploče i širu okolicu. Na jezerima su tri mala otoka te dva tunela. Prvi spaja jezera s morem, kako bi višak zimske vode koja dolazi iz Vrgoračkog polja (prokopan je tunel do Baćinskih jezera dug 2 km, radi odvodnje viška vode iz Vrgoračkog i Staševačkog polja), odveo u more te spriječio poplave.
Jezera su stanište mnogih močvarnih biljnih zajednica rijetkih na istočnojadranskoj obali. Najrasprostranjeniji su tršćaci, a na strmijim dijelovima obale prevladavaju šikare rakite. Stanište su 24 vrste riba, od kojih su 9 rijetke endemične vrste. Bioraznolikosti jezera doprinose ptice, gmazovi i kukci. Zbog očuvane prirode privlače mnoge ljubitelje prirode, turiste i izletnike, a jedna od nazanimljivijih ponuda je vožnja tradicionalnom neretvanskom lađom.